# North Hills (Nowy Jork)
North Hills – wieś w Stanach Zjednoczonych, w stanie Nowy Jork, w hrabstwie Nassau.